# 耶律解里
耶律解里（やりつ かいり、生没年不詳）は、遼（契丹）の政治家・軍人。字は潑単。契丹突呂不部の人。

## 経歴
若くして耶律堯骨（後の遼の太宗）の麾下に属し、抜擢されて軍校となった。天顕年間、後唐が定州を攻め落とすと、解里は後唐の捕虜となった。
天顕11年（936年）、後晋の高祖が即位すると、帰国することができた。太宗はその罪を許し、御史大夫に任じた。
会同9年（946年）、太宗が後晋を攻め、軍が滹沱河にいたると、解里は中渡橋を奪い、後晋の将の杜重威を降伏させた。太宗が解里と降将の張彦沢に命じて騎兵三千で河南を攻略させると、抵抗する者もなかったという。開封に入城すると、解里らは後晋の石重貴の身柄を開封に移させた。張彦沢が殺人・掠奪をほしいままにし、宮廷を乱したが、解里はこれを制することができず、開封の民心は騒然とし、恨みを抱かない者はなかった。太宗が開封に入ると、張彦沢の罪を数えて、市において斬刑に処すると、開封の人々は大喜びした。解里もまた問責されたが、まもなく許された。
天禄年間、守太子太傅の位を加えられた。応暦初年、突呂不部に令穏が置かれると、解里は代々その職を世襲することとされた。

## 伝記資料
- 『遼史』巻76 列伝第6